# 台灣軍事
| \| 本條目屬於 臺灣系列 \| |
| 前往臺灣主題頁 |
| 臺灣概況 - 經濟 • 政治 • 法律 • 人權 • 能源 • 交通 行政區劃 • 城市 • 政府 • 政黨 • 選舉 • 總統 • 外交 軍事 • 族群 • 人口 • 公民 • 原住民族 • LGBT權益 臺海現狀 • 臺灣問題 |
| 臺灣文化 （總覽） - 文學 • 料理 • 茶藝 • 小吃 • 夜市 • 郵票 建築 • 語言 • 宗教 • 葬禮 • 古蹟 • 遺址 • 國寶 民俗文物 • 節日 • 教育 • 體育 • 媒體 • 眷村 文化活動 • 觀光 • 購物中心 • 百貨公司 世界遺產潛力點 • 歷史建築百景 • 流行文化                                                    |
| 臺灣藝術 （總覽） - 音樂 • 漫畫 • 動畫 • 電影 • 攝影 • 舞蹈 戲劇 • 臺劇 |
| 臺灣地理 （總覽） - 天文 • 氣候 • 地質 • 地震 • 斷層 • 火山 • 生態 濕地 • 山峰 • 山脈 • 湖泊 • 水庫 • 河流 • 溫泉 島嶼 • 海岸 • 特殊生物 • 保育生物 • 生態環境 自然保護區 • 國家公園 • 森林遊樂區 縣市級風景特定區 • 直轄市級風景特定區 國家級風景特定區                                 |
| 臺灣歷史 （詳細） - 史前時期(-1624)↓理蕃政策(1933) 原住民聯盟與政權↓奧蘭治城包圍戰(1662)↓澎湖海戰(1683)↓馬關條約(1895)↓日本投降(1945) 荷屬福爾摩沙/西屬艾爾摩莎 鄭氏政權清治時期 日治時期 戰後時期 │1624│1649│1674│1699│1724│1749│1774│1799│1824│1849│1874│1899│1924│1949│1974│1999│2024 |
| 閱 • 論 • 编 |
| 本條目屬於 臺灣系列 |

臺灣的軍事編制或建制於歷史上，除少部分時間之外，大都以防衛為主，也與歷來統治臺灣之政權：荷西時期、明鄭時期、大清、日本、中華民國息息相關。
今臺灣軍事建制與成員，除了金門、馬祖合計不到三百平方公里的兩離島軍事部隊配置之外，與中華民國軍事幾乎重疊。而依《中華民國憲法》第36條的規定，中華民國總統統率陸海空三軍，行使統帥權指揮軍隊，直接責成國防部部長，由部長命令參謀總長指揮執行之。
中華民國今採行志願役與義務役併用制，下士（除少部分考選義務役預士外）、中士、上士、士官長、軍官（除少部分考選義務役預官（少尉）外）則採志願役，總編制兵力員額21.5萬，常態性維持兵力約18.98萬，學生、入伍、受訓、住院調療及留職停薪1萬9千人，以及文職、聘雇8千人，共21萬5千人。其中中華民國陸軍員額13萬、中華民國海軍3萬9千、中華民國空軍3.5萬、中華民國憲兵5千5百；平時由陸軍（含陸軍航空特戰，即傘兵）、海軍（含海軍陸戰隊）、空軍、憲兵組成，戰時可納入海洋委員會海巡署、內政部警政署等司法兵力和後備軍人輔助戰力。預備軍人大約350萬人。在戰略上，今臺灣軍事戰略重點在反登陸為主的全島性實兵防衛，假想敵為中國大陸的中国人民解放军。

## 历史

### 荷西时期
一般來說，17世紀之前的中國元朝明朝兩朝雖設巡檢、彭湖遊於臺灣澎湖群島，不過仍未於臺灣本島設置軍事力量。即使1624年控制臺灣西南部的荷蘭東印度公司，於臺灣的軍事力量都未臻於成熟。1624年，印度公司佔領臺灣大員，展開以經貿為主的臺灣經營。為力求節省行政經費，此階段之荷治時期，地方不設行政官吏，駐臺的荷蘭官民約有600人，以傭兵為主的士兵則盡量少到2,200人以內。從另一角度來看，東印度公司雖其所重視的唯貿易及傳教，對臺灣軍事防衛不加以重視。然而，另一方面卻仍以其駐守之臺灣軍事力量，達到統治目的。1635年11月23日，臺灣長官普特曼斯親自率領超過400餘名荷蘭軍部隊與新港社平埔族200人攻擊同屬平埔族的臺灣臺南麻豆社。該戰役約有平埔族族民數百人死亡，3,000戶房子全毀。12月19日，麻豆社向荷蘭投降，完全接受荷蘭所屬臺灣長官及其政府統治。之後，荷蘭統治政權也藉此軍事力量，繼續威嚇其他地區的平埔族原住民。1636年年中，數十個原住民族群向荷蘭人投降，至此，荷屬東印度公司終以軍事力量完全控制了臺灣西南部。除了荷蘭之外，西班牙亦於1625年－1642年間以臺灣遠征軍為名，於臺灣北部的基隆與淡水兩地建立軍事力量。其中，基隆和平島以聖薩爾瓦多城為根據地，淡水則以紅毛城為軍事要塞。不過，兩地駐軍合計約只有300餘人。1642年，荷屬東印度公司派出傭兵700名及戰艦數艘，從大員出發，接連攻下西班牙所建兩城堡，至此，西班牙於臺的軍事力量，隨著荷蘭人的趨走計劃同時消失。
| 荷西時期           |          |              |              |                |
| 主要軍事力量       | 兵力     | 統帥         | 指揮統治     | 時間           |
| 荷屬東印度公司傭兵 | 最多2200 | 臺灣長官     | 臺灣長官     | 1624年－1661年 |
| 臺灣遠征軍         | 數百名   | 雞籠淡水長官 | 雞籠淡水長官 | 1626年－1642年 |

### 明鄭时期
真正以軍事力量有效統治臺灣全境，應為明鄭鄭成功於臺灣創設的明鄭王朝政權，鄭成功為閩南泉州人，在日本出生，繼承了父親鄭芝龍的基業，他對日本、中國、臺灣、南洋的情勢都有一定的瞭解。鄭成功由於在中國大陸抗清失敗，於是取臺灣，欲作為反攻之基地。鄭成功與陳永華、鄭經經營的屯兵態勢或軍事規模，也是臺灣首見。1662年，鄭成功除固守金門數萬水師之外，親自率領約25,000名包含了漢人、日本人、南洋人甚至是尼格羅人種裔的士兵，攻打大員，並打敗荷蘭東印度公司所屬傭兵，攻下臺灣臺南一地，展開對於臺灣的統治。鄭軍軍事制度與組織淵源複雜，且經多次變革。如簡化之，其官職大約可分為五軍戎政（五軍戎務）、總督軍務、管軍提督、將軍、親軍衛鎮、陸師鎮、水師鎮及監軍數部份。1683年鄭氏政權覆滅後，鄭軍將領與軍隊悉數被強迫內渡大陸，而據《欽命太保建平侯鄭造報官員兵民船隻總冊》，據守臺灣的官兵共有37500名。
| 東寧鄭氏王朝 |             |        |                |                |
| 主要軍事力量 | 兵力        | 統帥   | 指揮統治       | 時間           |
| 鄭軍         | 37500名以上 | 延平王 | 延平王、正總督 | 1662年－1683年 |

### 清朝时期
臺灣鎮，又稱福建臺灣鎮，初設於1684年，為臺灣清治時期臺灣與澎湖的最高軍事單位，其內主官則是臺灣鎮總兵。臺灣鎮總兵受臺灣道（建省前）及福建臺灣巡撫（建省後）節制，統轄鎮標中營兼轄臺灣北路協、臺灣水師協、澎湖水師協（1733年設）等三協、臺灣城守營與臺灣南路營等營，掌管兵力約於10,000名至15,000名之間。而分配方式，如乾隆年間奏章所奏：「臺灣澎湖水陸兵丁一萬二千一百七十六名。除水師兵四千一百六十三名外，南北兩路共兵八千零十三名。」。基本上，臺灣鎮係以防衛預防民變的消極性軍事力量為主，這情形直至臺灣建省之後才予以改變。臺灣鎮於1895年臺灣邁入日治時期後取消，而最後一任總兵則為是年5月上任的劉永福。
| 臺灣清治時期 |                |                  |            |                |
| 主要軍事力量 | 兵力           | 統帥             | 指揮統治   | 時間           |
| 臺灣鎮       | 10000－15000名 | 臺灣道或臺灣巡撫 | 臺灣鎮總兵 | 1684年－1895年 |

### 日治時期
臺灣軍為臺灣日治時期，日本臺灣軍司令官轄下常駐臺灣的部隊之統稱，成立於1919年，是由1907年成立的臺灣守備隊擴充而成，而更早之前則為1896年編成的臺灣守備混成旅團，而這階段的軍事統領，皆由臺灣總督兼任。臺灣軍主官為臺灣軍司令官，而組織下轄臺灣守備隊（臺北）、臺灣步兵第一聯隊（臺北）、臺灣步兵第二聯隊（臺南）、臺灣步兵第三聯隊（臺中）、臺灣山砲兵大隊（臺北）、基隆重砲兵大隊（基隆）、馬公重砲兵大隊（馬公）、飛行第八聯隊（屏東）、太平洋戰爭爆發後，於昭和19年（1944年）擴充改組為「第十方面軍」，統轄沖繩、臺灣、澎湖的防衛作戰任務。後期擴編為第十方軍的臺灣軍軍事持久防衛戰略，係將重兵部署於西海岸，南部以高雄為重心，北部置重兵於臺北，另於彰化、新竹設兩個重兵游擊師團，可以增援南北作戰區，這也是以軍事力量，第一個完整防衛臺灣本島的作戰構想。而依照戰後投降盟軍的資料來看，臺灣軍之兵力約在17萬左右。 
| 臺灣日治時期 |        |                        |              |                |
| 主要軍事力量 | 兵力   | 統帥                   | 指揮統治     | 時間           |
| 臺灣軍       | 約17萬 | 臺灣軍司令官或臺灣總督 | 臺灣軍司令官 | 1895年－1945年 |

### 民国時期
1945年，駐臺日軍奉麦克阿瑟《一般命令第一號》命令向代表蔣中正的陳儀投降。1947年12月25日，國民革命軍因為行憲而更名為中華民國國軍，象徵軍隊國家化。於第二次國共內戰至中華民國中央政府來臺之前，除了二二八事件發生期間，中華民國政府並未於臺灣派駐大量軍隊，而是以警備力量為主。而這種軍事配置情況，直至1949年年底，中華民國總統蔣中正領導的八十萬國軍部隊從海南島與舟山群島撤退來臺，同時中華民國政府也遷移到臺北，並於同年12月28日於臺灣全面開始實施徵兵制，才有所改變。
全盛時期，1953年至1955年之間，臺灣約有軍人68萬至70萬，不包括另外駐臺美軍7,000人。1950年－1990年代（精實案前），臺灣男子徵兵年份為2至3年，中華民國國軍總兵力約為60萬人以上。
1951年8月1日，臺灣省政府第一次徵兵令，限各縣市局於8月10日開徵，8月31日「辦竣」:328。8月，臺灣省政府依法征召役男1萬2千人入伍，此為中華民國接管臺灣以來實施兵役制度之始。:6812月，立法院通過兵役法。:69
解嚴之後，隨著政治風氣改變、兩岸氣氛漸次平和、中華民國政府軍事戰略放棄以武力反攻大陸等等因素影響，因而實行一連串裁軍案。
2001年推動精實案第一階段：以徵兵年份縮短為主的第一階段精實案結束後，臺灣軍隊總兵力剩下38萬。
2001年─2008年推動精實案第二階段：實施義務役役期縮短1年10個月（2004年實施義務役役期縮短1年8個月，2005年實施義務役役期縮短1年6個月，2006年實施義務役役期縮短1年4個月，2007年7月實施義務役役期縮短為1年2個月，2008年實施義務役役期縮短為1年）；第二波精實案到~總兵27萬兵力.軍官5萬5千人.士官11萬.士兵11萬，並擴大招募志願役士兵，後備司令降為中將階級。各軍種編制：目前國軍實施第二階段精實案部隊總兵力27萬：陸軍18萬、海軍4萬、空軍3.5萬、憲兵1.5萬；預備軍人大約350萬人。士官、士兵採行徵兵制、募兵制併行，士官長、軍官（除少部分考選義務役軍官外）則採募兵制。19─36歲國民需服兵役1年，每年約徵兵174,173人（2008年）。平時由陸軍、海軍、空軍、憲兵組成，戰時可納入海洋委員會海巡署、內政部警政署等司法警力和後備軍人輔助戰力。
2009年─2013年推動精實案第三階段：2010年第三階段以幫助募兵要裁軍到21萬5千人兵力國家財力才能負擔（軍官4萬人、士官8萬人、士兵8萬人），計畫裁撤7萬5千人的軍人，調整後總兵力21萬；降編單位：聯合後勤司令部、後備司令部、憲兵司令部。
2002-2011年：精進案；2011年-2013年：精粹案計畫把國軍兵力從27萬5千人調降到21萬5千人，未來實施全募兵制度；2013年1月1日：出生於1994年起的男性年輕人免役，受4個月軍訓。
2014年1月1日：原訂實施勇固案，因兵力要大量地刪至20萬人以下，目前已停止實施勇固案。
「末代義務役」的一年義務役~梯次為陸軍2225梯、空軍892梯、海軍892梯、海陸811梯等，經過一年，共412名官兵在2018年12月26日前全數退伍。
目前常備部隊18萬9千人。學生、入伍、受訓、住院調療及留職停薪1萬9千人。以及文職、聘雇8千人。共21萬5千人；列管後備軍人238萬人。
| 中華民國     |         |                |                      |        |
| 主要軍事力量 | 兵力    | 統帥           | 指揮統治             | 時間   |
| 中華民國國軍 | 18.98萬 | 總統暨三軍統帥 | 國防部部長、參謀總長 | 1945－ |

## 国防支出
根據斯德哥爾摩國際和平研究所數據，中華民國的國防支出從1990年代至今大致保持恒定，2011年為2860亿臺幣，國防支出占國内生產總值的比例從1988年的5.0%逐漸下降至2011年的2.1%。
|                                                                |
| 中華民國國防預算的變化（亿臺幣，根據斯德哥爾摩國際和平研究所） |

年度總預算國防支出比例
| 年份               | 年度總預算 新臺幣百萬元 | 國防支出 新臺幣百萬元 | 國防支出比例 |
| ------------------ | ----------------------- | --------------------- | ------------ |
| 1951               | 1432                    | 1109                  | 77.41%       |
| 1952               | 1918                    | 1358                  | 70.80%       |
| 1953               | 2309                    | 1408                  | 60.98%       |
| 1954上半年         | 1603                    | 1012                  | 63.13%       |
| 1954               | 3785                    | 2449                  | 64.70%       |
| 1955               | 3895                    | 3058                  | 78.51%       |
| 1956               | 4226                    | 3231                  | 76.46%       |
| 1957               | 5409                    | 4154                  | 76.80%       |
| 1958               | 7020                    | 5292                  | 75.38%       |
| 1960               | 7885                    | 5892                  | 74.72%       |
| 1961               | 8714                    | 6777                  | 77.77%       |
| 1962               | 9719                    | 7033                  | 72.36%       |
| 1963               | 10133                   | 7600                  | 75.00%       |
| 1964               | 11689                   | 8292                  | 70.94%       |
| 1965               | 15010                   | 9294                  | 61.92%       |
| 1966               | 15157                   | 11257                 | 74.27%       |
| 1967               | 20034                   | 11903                 | 59.41%       |
| 1968               | 20773                   | 13374                 | 64.38%       |
| 1969               | 26787                   | 15851                 | 59.17%       |
| 1970               | 30667                   | 18427                 | 60.09%       |
| 1971               | 34948                   | 20115                 | 57.56%       |
| 1972               | 39828                   | 20139                 | 50.56%       |
| 1973               | 48229                   | 23626                 | 48.99%       |
| 1974               | 53121                   | 27674                 | 52.10%       |
| 1975               | 74830                   | 35902                 | 47.98%       |
| 1976               | 86976                   | 39564                 | 45.49%       |
| 1977               | 107289                  | 51279                 | 47.80%       |
| 1978               | 130077                  | 64169                 | 49.33%       |
| 1979               | 153046                  | 72386                 | 47.30%       |
| 1980               | 201793                  | 81080                 | 40.18%       |
| 1981               | 272381                  | 108272                | 39.75%       |
| 1982               | 310445                  | 124393                | 40.07%       |
| 1983               | 319517                  | 139231                | 43.58%       |
| 1984               | 316192                  | 128655                | 40.69%       |
| 1985               | 353871                  | 140951                | 39.83%       |
| 1986               | 405720                  | 160176                | 39.48%       |
| 1987               | 418962                  | 155274                | 37.06%       |
| 1988               | 470255                  | 167009                | 35.51%       |
| 1989               | 549200                  | 187908                | 34.21%       |
| 1990               | 673201                  | 210974                | 31.34%       |
| 1991               | 804558                  | 227099                | 28.23%       |
| 1992               | 945225                  | 239398                | 25.33%       |
| 1993               | 1031131                 | 253511                | 24.59%       |
| 1994               | 1024255                 | 242490                | 23.67%       |
| 1995               | 996698                  | 234073                | 23.48%       |
| 1996               | 1085077                 | 244125                | 22.50%       |
| 1997               | 1151762                 | 253417                | 22.00%       |
| 1998               | 1187011                 | 257125                | 21.66%       |
| 1999               | 1281996                 | 263166                | 20.53%       |
| 2000及1999年下半年 | 2230145                 | 343282                | 15.39%       |
| 2001               | 1559700                 | 237742                | 15.24%       |
| 2002               | 1551943                 | 225243                | 14.51%       |
| 2003               | 1618130                 | 227740                | 14.07%       |
| 2004               | 1564799                 | 248910                | 15.91%       |
| 2005               | 1566968                 | 248547                | 15.86%       |
| 2006               | 1529815                 | 237093                | 15.50%       |
| 2007               | 1552031                 | 256690                | 16.54%       |
| 2008               | 1617674                 | 282409                | 17.46%       |
| 2009               | 1714820                 | 291242                | 16.98%       |
| 2010               | 1654428                 | 276783                | 16.73%       |
| 2011               | 1734434                 | 284185                | 16.38%       |
| 2012               | 1938637                 | 309441                | 15.96%       |
| 2013               | 1907567                 | 305451                | 16.00%       |

## 兵役制度

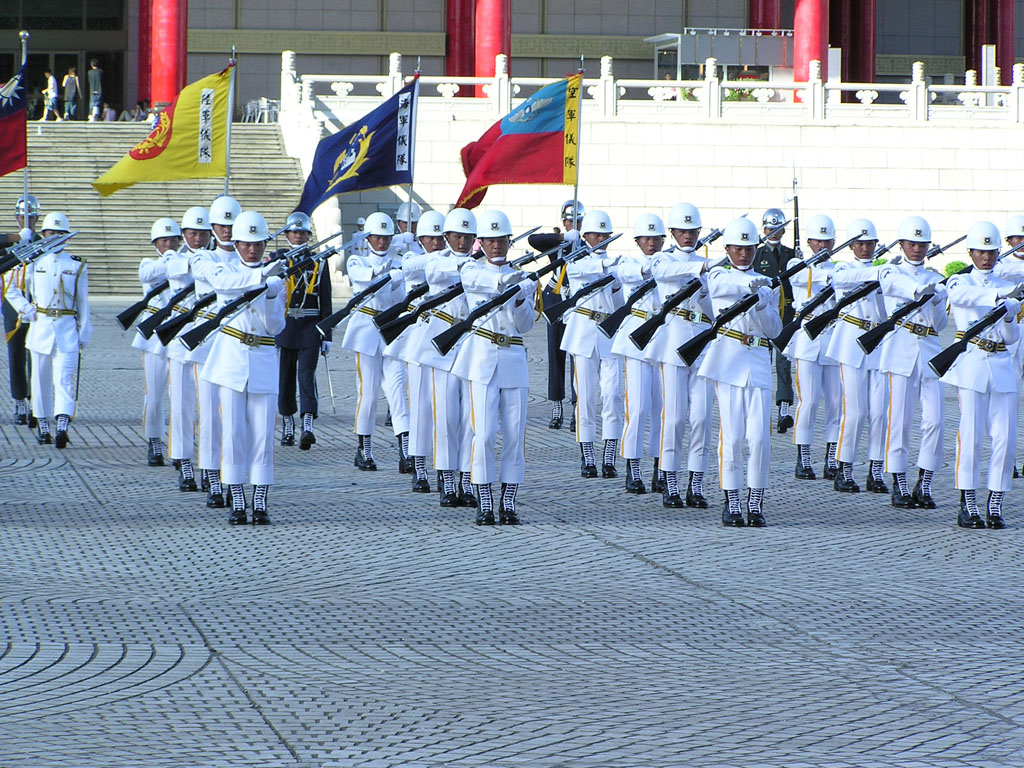
中華民國三軍儀隊於中正紀念堂進行操槍表演

### 義務役制度改革
- 1960年，陸軍役期2年，海空軍役期3年。
- 1971年，陸軍將裝甲、化學、工兵、通信、砲兵等5個兵科列為「陸軍第一特種兵」，當時兵役法規定陸軍役期仍為2年，但以「行政命令」於其退伍同時另發為期1年的臨時召集令，因此實際役期3年，直到1984年至1985年間由總統蔣經國與參謀總長郝柏村上將宣布廢止此一行政命令的實施，相對所謂陸二特與大專兵則指當2年的陸軍。
- 1988年，陸海空軍役期一律改為2年。
- 1999年，役期改為1年10個月。
- 2004年，提前退伍2個月（役期縮短為1年8個月）。
- 2005年，提前退伍4個月（役期縮短為1年6個月）。
- 2006年，提前退伍6個月（役期縮短為1年4個月）。
- 2007年，提前退伍8個月（役期縮短為1年2個月）。
- 2008年，兵役法修正，役期改為1年。
- 2013年，出生於民國83年次起的男性，受4個月常備兵役軍事訓練後編列入後備役[8]。
- 2022年，中華民國總統蔡英文周二（2022年12月27日）宣佈兵役改革政策，包括義務役從現行的四個月延長至一年，預計2024年元旦生效，適用於2005年（民國94年）起出生之役男。  （页面存档备份，存于）

### 志願役制度

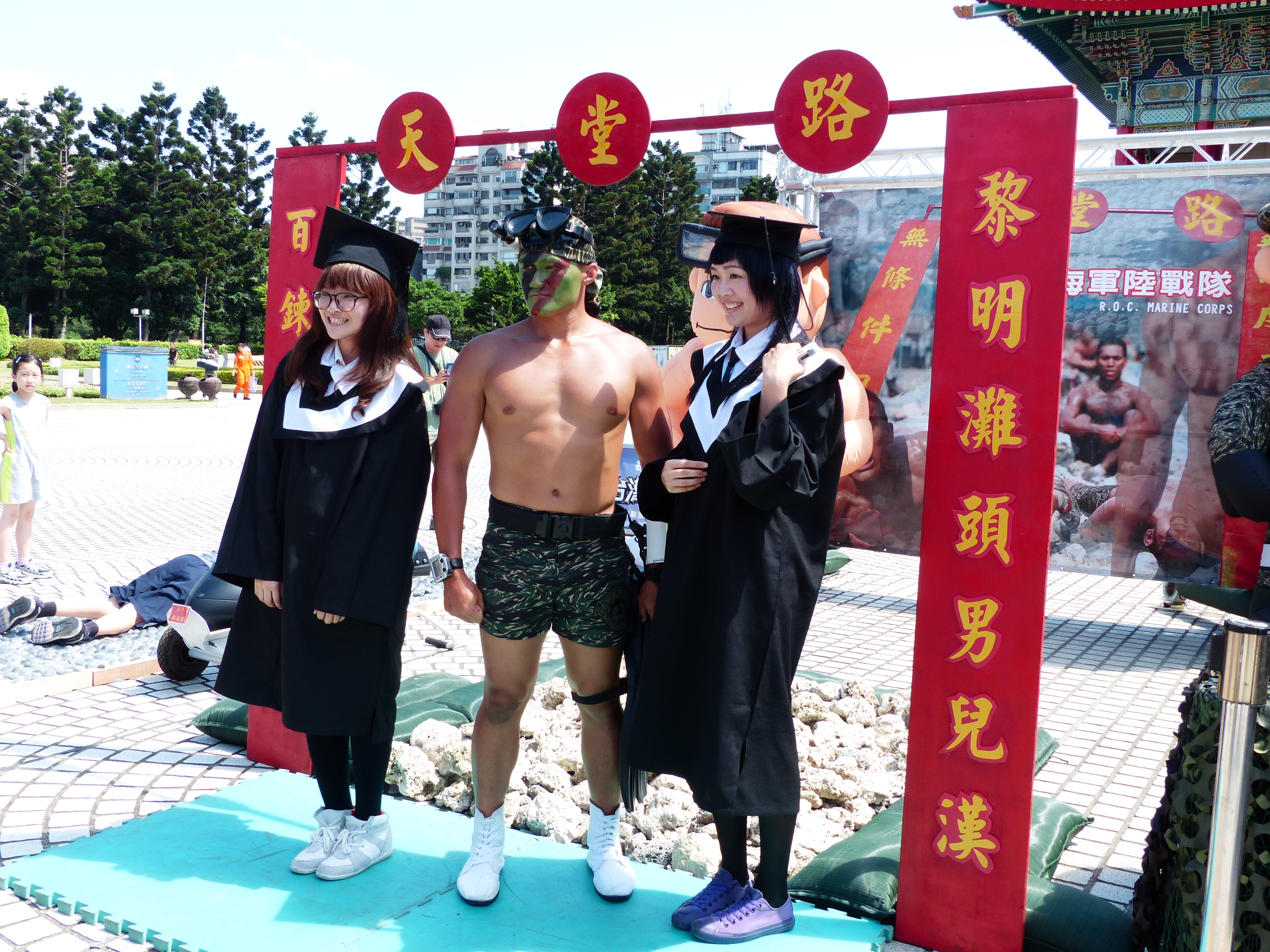
中華民國海軍陸戰隊兩棲偵搜大隊即採取全志願役員額，圖為兩位大學女畢業生與海軍陸戰隊士兵，在天堂路小段樣品前合影留念。

依據陸海空軍軍官士官服役條例，志願役士兵與常備士官役期最少4年，常備軍官役期最少6年。志願役士兵任上等兵之日起，服役最大年限10年。常備士官任士官服役最大年齡50歲，任士官長為58歲。常備軍官任少尉、中尉年限10年，任上尉年限15年，少校年限20年，中校年限24年，上校年限28年，少將最大年齡57歲，中將最大年齡60歲，二級上將64歲，一級上將為終身職故不受此限。